# Peršyj
Peršyj (ukrajinsky Перший; česky První) je státem provozovaná televizní stanice na Ukrajině, kterou obsluhuje Nacionalna Telekompanija Ukrajiny. Je to jediný ukrajinský televizní kanál pokrývající více než 97 % území Ukrajiny.
Pořady jsou orientovány na všechny společenské vrstvy ukrajinské společnosti a národnostní menšiny. Zaměřuje se především na informativní publicistiku a populárně vědecké, kulturní, zábavné a sportovně orientované pořady.

## Historie
První pokus o vysílání se uskutečnil 1. února 1939 a trval po dobu 40 minut. Druhý pokus se konal až po určité době po ukončení druhé světové války 6. a 7. listopadu 1951, kdy Kyjevské studio odvysílalo dva pořady. Další pokus proběhl 1. května 1952, kdy studio vysílalo koncert Novely Separionové. V roce 1953 byly provedeny stavební práce na budově Kyjevské televizního centra na ulici 26 Chreščatyk. Bylo to třetí oficiální televizní centrum založené v Sovětském svazu. Pravidelného vysílání se dočkala až od listopadu 1956. Do té doby studio prezentovalo jen pár pořadů za den.
Dne 20. ledna 1965 mohli diváci v některých ukrajinských oblastech vidět na obrazovce dvě velká tiskací písmena UT (УТ), které symbolizovaly začátek Ukrajinské televize. Vysílací čas byl v roce 1965 přes 200 hodin. Dne 6. března 1972 začala vysílat na dvou kanálech současně UT-1 (УТ-1) a UT-2 (УТ-2). Na konci roku 1970 byla budova televize na Chreščatyk v rekonstrukci a zaměstnanci dostali tři nové ateliéry, ale otázka budování nového moderního centra vyvstala. Výstavba nového sídla začala v roce 1983 a byla dokončena v roce 1993. Nové centrum bylo postaveno na Melnjkově ulici a byla oficiálně zkontrolována prezidentem Ukrajiny, Leonidem Kravčukem.
V roce 2002 veřejnoprávní Nacionalna Telekompanija Ukrajiny a ukrajinská vesmírná agentura zahájila vysílání УТ-1 v zahraničí přes satelit. V roce 2004 ukončil kanál УТ-2 své vysílání. Українське телебачення і радіомовлення zahájila vysílání na frekvenci УТ-2. УТ-1 byla přejmenována na Peršyj kanal. V roce 2005 se stal Taras Stets'kiv prezidentem Nacionalna Telekompanija Ukrajiny. První kanál zahájil přípravy a hostil úspěšně Eurovision Song Contest 2005 v hlavním městě Ukrajiny, v Kyjevě. V roce 2006 byl Vitalij Dokalenko jmenován prezidentem NTU ze strany bývalého ukrajinského prezidenta Viktora Juščenka. V roce 2010 byl Jehor Benkendorf, bývalý šéf výrobce Inter TV kanálu, jmenován prezidentem NTU ukrajinským prezidentem Viktorem Janukovyčem.

## Vývoj loga
Od roku 1972 až do roku 1997 bylo logo umístěno v levém horním rohu. Od roku 1997 stojí v pravém horním rohu.

25. prosince 1991 – 23. srpna 1997
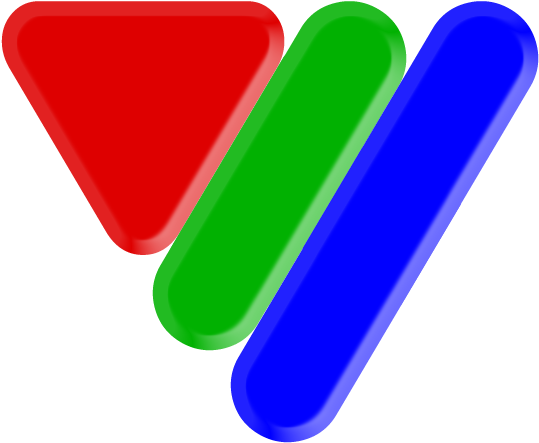
24. srpna 1997 – 6. února 1998
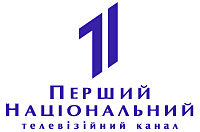
7. února 1998 – 23. srpna 2005
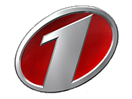
24. srpna 2005 – 24. března 2006
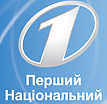
25. března 2006 – 31. srpna 2008
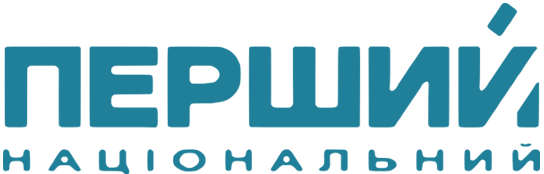
1. září 2008 – 6. dubna 2015
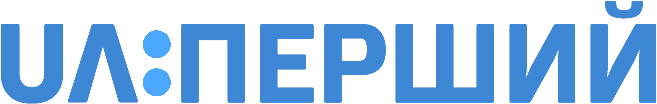
7. dubna 2015 – 9. prosince 2017
10. prosince 2017 – 23. května 2022
23. května 2022 –